# Solenopsis pollux
Solenopsis pollux é uma espécie de formiga do gênero Solenopsis, pertencente à subfamília Myrmicinae.